# Dicentrines tesserulus
Dicentrines tesserulus är en skalbaggsart som beskrevs av Leon Fairmaire 1897. Dicentrines tesserulus ingår i släktet Dicentrines och familjen Melolonthidae. Inga underarter finns listade i Catalogue of Life.